# Сланцевый карьер в Беддельхаузене
Сланцевый карьер в Беддельхаузене (нем. Kieselschiefer-Steinbruch Beddelhausen) — один из самых важных геотопов в восточной части Рейнских Сланцевых гор. В небольшом карьере недалеко от моста через Эдер у Беддельхаузена обнаружены сильноскладчатые нижнекарбоновые сланцы или радиоляриты.

## Географическое положение
Геотоп расположен в природно-историческом регионе "Виттгенштайнер-Ланд", на территории заброшенного муниципального карьера к югу от Беддельхаузена, напротив старого моста через Эдер. В ныне закрытом карьере добывался сланец для местного использования, в том числе в качестве дорожного гравия.

## Геология
Тонкие, до 10 см толщиной, черные до зеленовато-серых прослои кремнистых сланцев отделены друг от друга тонкими прослоями глины, образовавшимися из выветрелого вулканического пепла, извергавшегося и отлагавшегося в нижнем карбоне. Твёрдые, хрупкие кремнистые сланцы или радиоляриты преимущественно состоят из многочисленных микроскопически мелких одноклеточных организмов с кремнезёмным скелетом — радиолярий. Радиолярии жили в глубинах океана в виде планктона.
Глубоководные глинистые радиоляриевые отложения сформировались примерно 330–340 миллионов лет назад в океаническом бассейне, который в значительной степени покрывал то, что сейчас является северной частью Центральной Европы. Мелкозернистый глинистый ил отлагался на дне вместе с отмирающими радиоляриями. Из-за возрастающей нагрузки в результате последующего осаждения следующих слоев осадка вода постепенно выдавливалась из глинистого ила, и порода диагенетически затвердевала.

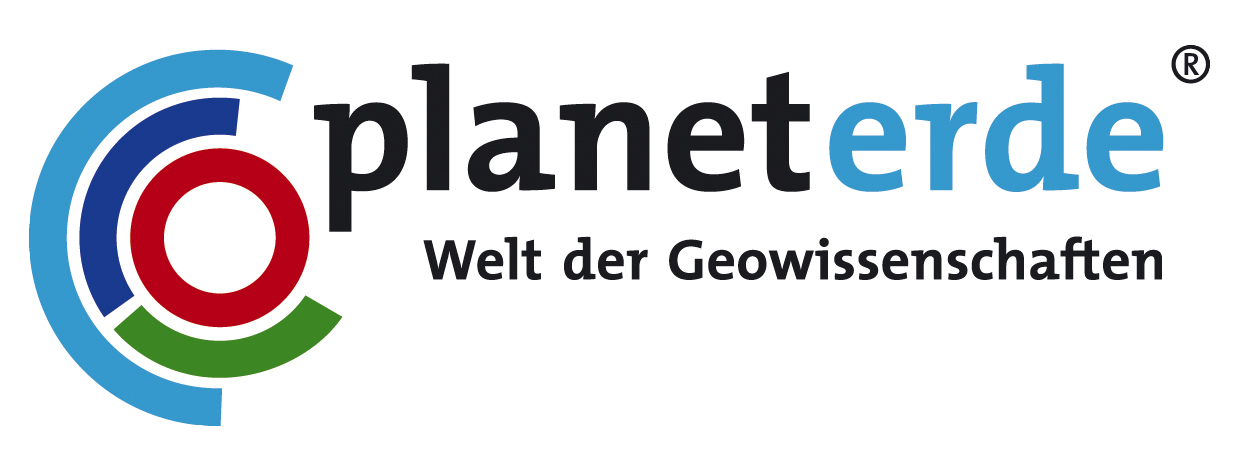
Логотип одного из 77 лучших национальных геотопов Германии

В конце каменноугольного периода, около 300 миллионов лет назад, в результате перемещения литосферных плит дно водоёма начало пониматься, вышло на поверхность и стали образовываться Рейнские Сланцевые горы. Эта стадия тектонической активности относится к герцинская орогенезу. Ранее горизонтально отложенные слои сместились, сложились в складки и частично надвинулись друг на друга. В карьере Беддельхаузена обнажается последовательность сильно тектонически напряжённых пород с видимыми разломами.
Из-за своего регионального геологического значения в отношении стратиграфической шкалы нижнего карбона в восточной части Рейнских Сланцевых гор и необычных складчатых структур карьер был поставлен под охрану закона о природе. В 2006 году карьер был включен в список 77 лучших национальных геотопов Германии.
Над обнажением находится недавно открытый небольшой карьер, в котором изучены более молодые слои кремнистых переходных слоев нижнего карбона, содержащих ископаемые, который также был поставлен под закон об охране природы.